# العلاقات البلغارية الكندية
العلاقات البلغارية الكندية هي العلاقات الثنائية التي تجمع بين بلغاريا وكندا.

## مقارنة بين البلدين
هذه مقارنة عامة ومرجعية للدولتين:
| وجه المقارنة                                              | بلغاريا                                                                             | كندا                     |
| --------------------------------------------------------- | ----------------------------------------------------------------------------------- | ------------------------ |
| المساحة (كم2)                                             | 110.99 ألف                                                                          | 9.98 مليون               |
| عدد السكان (نسمة)                                         | 7.08 مليون                                                                          | 35.70 مليون              |
| الكثافة السكانية (ن./كم²)                                 | 63.79                                                                               | 3.58                     |
| العاصمة                                                   | صوفيا                                                                               | أوتاوا                   |
| اللغة الرسمية                                             | اللغة البلغارية                                                                     | لغة إنجليزية، لغة فرنسية |
| العملة                                                    | ليف بلغاري                                                                          | دولار كندي               |
| الناتج المحلي الإجمالي (بليون دولار)                      | 56.83 مليار                                                                         | 1.65 تريليون             |
| الناتج المحلي الإجمالي (تعادل القوة الشرائية) بليون دولار | 130.99 مليار                                                                        | 1.59 تريليون             |
| الناتج المحلي الإجمالي الاسمي للفرد دولار أمريكي          | 8.03 ألف                                                                            | 43.25 ألف                |
| الناتج المحلي الإجمالي للفرد دولار أمريكي                 | 17.21 ألف                                                                           | 45.07 ألف                |
| مؤشر التنمية البشرية                                      | 0.782                                                                               | 0.913                    |
| رمز المكالمات الدولي                                      | +359                                                                                | +1                       |
| رمز الإنترنت                                              | .bg، .бг ‏                                                                           | .ca                      |
| المنطقة الزمنية                                           | ت ع م+02:00، ت ع م+03:00، أوروبا/صوفيا ‏، توقيت شرق أوروبا، توقيت شرق أوروبا الصيفي ‏ |                          |

## منظمات دولية مشتركة
يشترك البلدان في عضوية مجموعة من المنظمات الدولية، منها:
| علم المنظمة | اسم المنظمة                               | تاريخ انضمام بلغاريا | تاريخ انضمام كندا |
| ----------- | ----------------------------------------- | -------------------- | ----------------- |
|             | الأمم المتحدة                             | 14 ديسمبر 1955       | 9 نوفمبر 1945     |
|             | منظمة التجارة العالمية                    | 1 ديسمبر 1996        | ?                 |
|             | منظمة الأمن والتعاون في أوروبا            | 25 يونيو 1973        | 25 يونيو 1973     |
|             | وكالة ضمان الاستثمار متعدد الأطراف        | 23 سبتمبر 1992       | 12 أبريل 1988     |
|             | اتفاقية السماوات المفتوحة                 | ?                    | ?                 |
|             | حلف شمال الأطلسي                          | 29 مارس 2004         | 4 أبريل 1949      |
|             | منظمة الشرطة الجنائية الدولية             | ?                    | ?                 |
|             | مجموعة أستراليا                           | 2001                 | 1985              |
|             | المركز الدولي لتسوية المنازعات الاستشارية | 13 مايو 2001         | 1 ديسمبر 2013     |
|             | الاتحاد الدولي للاتصالات                  | 18 سبتمبر 1880       | 1 يوليو 1908      |
|             | الفريق المعني برصد الأرض                  | ?                    | ?                 |
|             | البنك الدولي للإنشاء والتعمير             | 25 سبتمبر 1990       | 27 ديسمبر 1945    |
|             | الاتحاد البريدي العالمي                   | ?                    | ?                 |
|             | منظمة حظر الأسلحة الكيميائية              | ?                    | ?                 |
|             | مؤسسة التمويل الدولية                     | 22 يوليو 1991        | 20 يوليو 1956     |
|             | نظام تحكم تكنولوجيا القذائف               | 2004                 | 1987              |
|             | مجموعة الموردين النوويين                  | ?                    | ?                 |
|             | مركز تنسيق الحركة في أوروبا ‏              | ?                    | ?                 |
|             | يونسكو                                    | 17 مايو 1956         | 4 نوفمبر 1946     |

## أعلام
هذه قائمة لبعض الشخصيات التي تربطها علاقات بالبلدين:
- تيد كوتشيف (مخرج أفلام كندي، 7 أبريل 1931[25][26][27] – )
- تيودور أوشيف (رسام توضيحي كندي، 4 فبراير 1968 – )
- نينا دوبراف (9 يناير 1989 – )

## وصلات خارجية
- موقع وزارة الخارجية البلغارية
- موقع وزارة الخارجية الكندية